# Neoperla furcata
Neoperla furcata är en bäcksländeart som beskrevs av Peter Zwick 1986. Neoperla furcata ingår i släktet Neoperla och familjen jättebäcksländor. Inga underarter finns listade i Catalogue of Life.